# Teodor Wallo
Teodor Wallo, též Theodor Walló (17. října nebo 17. listopadu 1861 Stará Turá – 18. října 1932 Zvolen), byl slovenský a československý politik a meziválečný senátor Národního shromáždění za Slovenskou ľudovou stranu (pozdější Hlinkova slovenská ľudová strana).

## Biografie
Studoval na gymnáziu v Banské Bystrici a od roku 1877 na hospodářské akademii v Budapešti. Pracoval na rodinném hospodářství, jeho firma produkovala sýr a brynzu. Později byl velkoobchodníkem ve Zvolenu a spolumajitelem výrobny brynzy v Detvě. Roku 1882 vynalezl novou technologii úpravy brynzy, která umožnila produkci roztíratelného sýru. V politické oblasti se během 20. let 20. století posouval mezi zastánce slovenské autonomie.
V parlamentních volbách v roce 1920 získal senátorské křeslo v Národním shromáždění. Zvolen byl na společné kandidátce Slovenské ľudové strany a celostátní za Československé strany lidové. V roce 1921 ovšem slovenští poslanci vystoupili ze společného poslaneckého klubu a nadále již fungovali jako samostatná politická formace. V senátu zasedal do roku 1925. Povoláním byl velkoobchodníkem ve Zvolenu.